# Changoite
La changoite è un minerale appartenente al gruppo della blödite, analogo alla blödite e alla nickelblödite.

## Etimologia
Il nome deriva dai chango, primi abitanti del Cile settentrionale, dove è situata la Sierra Gorda, località di rinvenimento degli esemplari